# الإعلان الدستوري المؤقت الليبي (1969)
الإعلان الدستوري الليبي سنة 1969 بدأ سريانه في 11 ديسمبر 1969 من قبل مجلس قيادة الثورة، باسم الشعب العربي في الجمهورية العربية الليبية. استمر الدستور بالنفاذ حتى 2 مارس 1977، عند إعلان قيام سلطة الشعب اللاحق «لخطاب زوارة» 15 أبريل 1973. وهو ثانية وثيقة دستورية منذ استقلال ليبيا.

## شكل الدولة
حدد الإعلان الدستوري شكل الدولة بالمادة الأولى على أنها ذات نظام جمهوري، وفي المادة 33 ألغى دستور ليبيا 1951. وحدد الاسلام دينًا للدولة، واللغة العربية لغتها الرسمية. كما نصت المادة الثانية حماية الدولة لحرية القيام بشعائر الاديان «طبقا للعادات المرعية». وفي المادة السادسة نص الإعلان على أن الدولة تهدف إلى تحقيق الاشتراكية بتطبيق العدالة الاجتماعية وحظر أي شكل من اشكال الاستغلال.
ونص في المادة 18 على أن مجلس قيادة الثورة يباشر أعمال السيادة العليا والسلطات التشريعية والتنفيذية نيابة عن الشعب.

## مادة 30
المادة 37 من الإعلان الدستوري تنص على أن الإعلان الدستوري يبقى ساري النفاذ حتى يتم إصدار الدستور الدائم للبلاد. ولا يعدل الا باعلان دستوري آخر من مجلس قيادة الثورة. الأمر الذي لم يحدث حيث تم إعلان قيام سلطة الشعب في الثاني من مارس 1977 من دون إصدار دستور دائم أو إلغاء الإعلان الدستوري. واعتبر البعض أن «الوثيقة الخضراء» تعد بديلاً عن الدستور الموصوف.